# Eduardo di Capua
Eduardo di Capua, född den 12 mars 1865 i Neapel, död den 3 oktober 1917 i Neapel, italiensk kompositör framför allt av neapolitansk musik. I Sverige mest känd som kompositör av 'O sole mio.